# Claudia Hinojosa
Claudia María Hinojosa Corona es una periodista y activista por los derechos LGBT de México. Es co fundadora del Grupo Lambda de Liberación Homosexual, grupo pionero en la liberación lésbico-gay en México.

## Biografía
Fue activista del movimiento liberacionista lésbico-gay de los años 70 y 80. Cofundó el Grupo Lambda de Liberación Homosexual, junto a Xabier Lizárraga, Alma Aldana y Max Mejía. Como parte de ese activismo, Hinojosa presentó una ponencia en 1979 en el Cuarto Congreso Mundial de Sexología, realizado en el Centro Médico del Instituto Mexicano del Seguro Social. En la misma defendió el derecho al lesbianismo y criticó abiertamente la postura heterosexualista de la sexología mundial, lo que le mereció ser insultada y desacreditada por el público médico presente.
Junto a Max Mejía Solorio y Pedro Preciado, Claudia Hinojosa fue pionera en las primeras candidaturas a un cargo de elección popular abiertamente lésbico-gay en México, mismas que obtuvieron del Partido de la Revolución de los Trabajadores para las Elecciones federales de México de 1982. En 2009 fue promovida como suplente de Enoé Uranga en una diputación por el Partido de la Revolución Democrática como representantes del movimiento LGBTTI, misma que consiguieron en la LXI Legislatura.
En 2001 participó en la creación del Comisión Ciudadana de Estudios contra la Discriminación, antecedente del Consejo Nacional para Prevenir la Discriminación. De 2004 a 2007 fue integrante de la Asamblea Consultiva del CONAPRED.

## Publicaciones
- "Gritos y susurros: Una historia sobre la presencia pública de las feministas lesbianas" en Desacatos, núm. 1, primavera, 1999, CIESAS